# Cardiologie dans l'Égypte antique
 (novembre 2023).
La cardiologie dans l'Égypte antique était pratiquée par des médecins mettant en œuvre un art compris selon les possibilités du moment et indiqué dans les papyrus médicaux. Cette médecine était journellement pratiquée par des médecins religieux ou civils déjà très au fait des connaissances anatomiques, physiologiques et cliniques de cette époque. L’exercice était également conditionné par la pharmacopée disponible.

## Le Cœur
Le cœur est un organe montré et perçu de plusieurs façons distinctes en Égypte.

### Lexicographie
Il existe plusieurs désignations lexicographiques pour nommer le cœur en ancien égyptien. Seules normalement les deux premières, jb et ḥ3ty, sont rencontrées dans les textes médicaux. Un vocable nṯry peut être utilisé dans un contexte plus religieux.

#### Le cœurjb(ib)
Le cœur-jb peux désigner des parties internes du corps comme on dit « le cœur d'un arbre », et le « for intérieur », dans ce dernier cas, le jb correspond à « l’organe intellectuel et émotionnel, tout à la fois conscience et pensée, il est également la mémoire de l’être ».

#### Le cœurḥ3ty(haty)
| F34 | Z1 |

| F34 | Z1 |

ḥ3ty, « le cœur », le « muscle cardiaque proprement dit », et aussi « comme siège du sentiment »,, (dans les scènes de boucherie),, « Herzmuskel » (muscle cardiaque) ; « le cœur », et aussi, le siège des sentiments,, dém. ḥ3.t(y) « cœur ». Puis, nous retrouverons en copte l’expressions ϩⲏⲧ SB « cœur » comme partie du corps, puis aussi « sens, intelligence », ϩⲉϯ F « cœur »,.

#### Le cœurnṯry(netchery)
nṯry,, « le cœur » ; « heart » « le cœur » ; S. Cauville, Dendara. La porte d’Isis, Le Caire, 1999, p. 34, 103, 185, dans la locution « rwj ḥ3-jb r nṯry n ḥm.k » « chasser la tristesse (ḥ3-jb) du cœur (nṯry) de ta majesté » ; voir encore pour la même signification : Karnak, Temple d’Opet, Époque romaine, Auguste (KIU 4238,9), B. Mathieu, « Et tout cela exactement selon sa volonté. La conception du corps humain (Esna no 250, 6-12) », dans Et in Ægypto et ad Ægyptum, Recueil d’études dédiées à Jean-Claude Grenier, CENIM, 5, Montpellier, 2012, p. 506, 508, note (z) p. 514, 516, dans une des phrases d’un hymne où il est dit que « Rê-Khnoum... a façonné... (nṯry ḥr sšm sm3 ḥr rmn) l’organe cardiaque pour la distribution, (et) l’appareil respiratoire pour le transport » (250,11b-250,12a-b). Il s’agit bien ici de notions anatomiques et physiologiques précises situées dans un contexte religieux, et qui ont un effet fondamental : maintenir la vie par l’action cardio-circulo-respiratoire.

### Le hiéroglyphique égyptien
Les aspects iconiques du cœur en Égypte ont variés depuis les origines, pour ensuite se stabiliser à partir de l’Ancien Empire en seulement quelques formes avec leurs dérivés pour constituer un groupe de signes relativement stable jusqu’à la Basse Époque. En ce qui concerne la paléographie des différentes variantes du hiéroglyphe égyptien qui désignent le cœur (F34), après la plus simple ovalaire, deux formes se stabilisent très tôt, l’une découpée pleine, et l’autre présentant des détails dans sa portion interne. 
| F34 |

| F34 |

#### Un cœur de mammifère
En ce qui concerne l’identification du cœur hiéroglyphique, il se trouve que ses formes varient quelquefois légèrement, mais au point tout de même d’autoriser l’observateur à les comparer à celles d’un organe bovin (plus large), de mouton (plus long), de porc (plus régulier), ou même d’un être humain (voir dans les tombes de Pépi II, Mérérouka, Néfertari, etc.).
Il s’agit de toutes manières de la représentation d’un cœur de mammifère.

#### Un cœur vase
Une autre solution consistera à voir dans ce signe un vase pourvu de deux anses et d’une bordure au niveau du col, ce qui pourrait s’expliquer dans la mesure où les cœurs de boucherie pouvaient parfois être déposés dans des pots comparables, comme dans des contenants plus évasés et sans poignées. Par exemple à Esna l’un des signes (§ 201) prend la forme d’un vase de granit ȝb (W7) – tout en sachant que le nom de la ville d’Éléphantine peut s’écrire à l’aide de ce vase « contenant un cœur ». Il faut dire aussi que des représentations de vases cordiformes ont été utilisés pour représenter le cœur au Nouvel Empire.
Il faut encore noter que parfois, le tracé du signe hésite entre le rendu d’une potiche dans sa portion supérieure, avec cependant des détails internes propres à une interprétation viscérale (Voir dans les tombes TT414, d’Ânkh-Hor...).
C’est donc bien ici la symbolique qui s’exprime et non pas toujours un schéma anatomique réel, comme pour le problème de « la main contraire » égyptienne.

#### Valeurs
Classiquement : logogramme jb « cœur », déterminatif de ḥty « cœur ». Plus rarement, idéogramme « cœur »,.

#### Variantes

##### Variantes tardives avec détails latéraux
Quelques variantes tardives avec détails latéraux : F132, F132A, F132B F132C (ils ne figurent pas dans la fonte unicode).

##### Le signe composé
| F35 |

| F35 |

Le cœur est ici dessiné avec des détails dans sa portion interne.

#### Connaissances anatomiques et physiologiques

##### Les pièces anatomiques
Tous les modèles graphiques qui constituent des représentations du cœur dans la paléographie hiéroglyphique égyptienne descendent nécessairement de l’observation des pièces anatomiques enlevées, notamment pendant les dépeçages en boucherie. Nous en trouverons en effet des exemplaires,,,, dans les scènes de boucherie et par suite, sur les tables d'offrandes.
Deux formes hiéroglyphiques se stabilisent très tôt, l’une découpée pleine, et l’autre présentant des détails dans sa portion interne. Quand ces détails sont visibles, c’est l’oreillette droite qui se trouve, dans les meilleures reproductions cardiaques, ouverte en haut, c'est-à-dire tranchée. Dans les hiéroglyphes de très bonne qualité, ce geste de découpe découvre une partie interne pectinée verticalement (Tombe de Mérérouka), ou striée en croisillons (Tombes de Pépi II ; Sésostris Ier ; Ramsès II, etc.), ou parfois, peinte en blanc pour mieux ressortir (Tombe de Néfertari). Puis, ensuite pour la partie inférieure, c’est le ventricule gauche qui se trouve maintenant le plus exposé en bas et qui sera également présenté ouverte (tranchée), et pectinée (colonnes charnues).
Des excroissances sont montrés s'échapper du cœur sur les deux côtés opposés, et/ou au niveau de sa partie supérieure. En examinant bien les toutes premières représentations datant de la période thinite, il est clair que toutes ces excroissances représentaient initialement de gros vaisseaux sanguins attachés à l’organe et s’en éloignant, ceux-ci ayant été tranchés assez courts pour le signe de l’écriture. Six gros vaisseaux avec l’aorte, le tronc pulmonaire, et les quatre veines pulmonaires, plus les deux veines caves, semblent bien figurer dans des représentations (Tombe TT 100 de Rekhmirê ; une figure du Musée du Caire...) ou encore dans une gravure exceptionnelle telle que celle d’Âdjib (Am. N.F. I 33 - Période thinite) qui ajoutent en plus deux processus vasculaires coronaires plaqués sur le myocarde. Les autres représentations sembles plus aléatoires.
À côté de ces cœurs libres, d’aspects hiéroglyphiques ou quasi hiéroglyphiques, venant d’être prélevés sur des animaux pour servir d’offrandes, figurent d’autres représentations plus naturalistes et marquant une certaine volonté de mieux approcher la réalité anatomique.
Par exemple, certaines de ces représentations montrent une dépression centrale divisant verticalement le myocarde en deux, et où se trouve logé un gros conduit. Ceci doit montrer les deux cœurs : le droit et le gauche. Ainsi nous retrouvons des notions partitives dans des représentations de plusieurs pièces anatomiques d’offrande (Nébamon, British Museum EA37985 ; TT 38 de Djéserkarêseneb...).
Par exemple encore, dans le groupe de formes libres figurant le cœur, apparaissent quelques variantes particulières en raison de leurs ajouts graphiques supérieur et latéraux (TT 277 d’Ameneminet ; Pyr. de Tanoutamon ; LdM de Hor, Louvre N 3209 ; Tombe QV 66 de Néfertari...). Comme dans les hiéroglyphes tardifs correspondants, ces unités comportent des formations les coiffant, et/ou en forme de deux ailes pointues, qui rebiquent assez souvent vers le haut et en dehors, placées de chaque côté (F 132 A, F 132 B, F 132 C qui ne figurent pas dans la fonte Unicode). Il s'agit du péricarde,.
Il faut encore signaler l’appareil séro-graisseux du cœur avec les franges graisseuses (ḏ), du péricarde bien visibles en situation médiastinale ouverte et décrits dans les textes médicaux (p.Ebers 855. n, 101 13c-14) que nous aborderons à propos de la pathologie où cette graisse est accusée de provoquer des désordres cardiaques.

##### L'anatomie par des amulettes

Amulette de cœur (Musée Égyptien de Turin, inv. C.1192)

Les amulettes cordiformes en Égypte ancienne sont déclinées dans toutes les matières habituelles qui servent à confectionner ces petits objets précieux ou non. Bien qu’assez souvent semblables aux formes hiéroglyphiques correspondantes, les amulettes représentant un cœur offrent pourtant parfois des détails supplémentaires intéressants.
Par exemple, l'une d'elle (Louvre E 2159) représente un cœur chargé d’une partie du reste de son manteau péricardique. Puis, sa partie supérieure est barrée de deux lignes horizontales séparant la partie atriale et la partie ventriculaire.
Sur d'autres de ces amulettes cordiformes, des amorces correspondent elles aussi au début simplifié d’une gravure en Y (British Museum  EA14705), ou en T (MET 26.8.144 ; Louvre AF2333 ; Chicago OIM E21296E...), qui délimitent également une double partie atriale en haut, et deux parties ventriculaires latérales gauche et droite en bas. La partie moyenne verticale correspond au septum interventriculaire. Le sillon séparant le cœur gauche du cœur droit est encore visible dans les amulettes tardives (Deux Bas-relief de Ihy, du Temple de Dendara...).
Parmi les formes composées, certaines montrent une plaie inférieure comportant des croisillons (Louvre E 14708 ; Louvre E 22620 ; British Museum EA18284 ; British Museum EA23427, Turin inv. C.1192: photo ci-contre...), et qui rappellent les colonnes charnues déjà évoquées plus haut.

##### Les gros conduits du cœur en situation anatomique
Situé dans l’enveloppe corporelle vitale qui est vascularisée à partir de son sšmt,, « système conducteur » (papyrus Berlin 3038 163 b, 15,5) par certains canaux  mtw creux (vaisseaux) en relation avec les différents jb quand il désignent des parties internes, le cœur vrai ḥȝty est considéré par les textes médicaux comme ayant sa « place » normale (st) « au centre du tractus pulmonaire » (papyrus Ebers 855 k. 101, 5-8), et sa pointe est bien perçue à gauche (papyrus Ebers 855 n. 101,12).
Placés dans les médiastins antérieur et moyen, les « viscères médiastinaux » appelés bskw, sont composés des vestiges du thymus nommé sḫn en avant et en haut, puis, des entrelacs de différents gros conduits mtw (vasculaires, aériens, digestifs, nerveux, lymphatiques), et du cœur.
Situés dans le médiastin postérieur, on trouve l’œsophage en arrière et la trachée-artère en avant. Ils peuvent être nommés ḥtyt (Urk. IV, 482,12), et šbb (papyrus Smith 28. 9,19).
Un très important vaisseau mt et conduisant bien un liquide (mw) est nommé šspw « le récepteur » (papyrus Ebers 855 c. 99,19). L’aorte (un gros mt vide) passe progressivement en arrière de l’œsophage. Les vaisseaux mtw sont censés transporter du sang, de l’eau et de l’air. Après la mort, les artères, collabées, semblent remplies d’air alors que les veines contiennent du sang coagulé qui va se lyser, et par suite se reliquéfier.
Voici ce que nous indique un passage d'un grand papyrus médical, papyrus Ebers 856 b. 103,2c-3b : « Quant à l’homme : Douze vaisseaux (mtw) sont en lui pour son cœur (ḥ3ty), ce sont eux qui donnent à chaque endroit de son corps (t) ». Ce texte nous indique que douze vaisseaux sont abouchés au cœur, dont les huit plus gros vaisseaux habituels que sont la veine cave supérieure, la veine cave inférieure, l’aorte, le tronc pulmonaire, et les quatre veines pulmonaires, plus, le sinus coronaire, l’artère coronaire droite, l’artère coronaire gauche qui se continue par l’artère circonflexe, et une artère inter-ventriculaire. Dans un autre papyrus médical, un passage du papyrus Berlin 3038 (163 b. 15, 5-6) en compte pas moins de vingt-deux, et où ces conduits sont dits s’établir entre la tête et le cœur. Il s'agit des ramifications s’étendant des gros vaisseaux artériels (ou veineux) rejoignant la tête à partir, ex :
- 1. de l’aorte,
- 2. de l’artère brachio-céphalique à droite,
- 3. de l’artère carotide commune à gauche, se poursuivant par les artères carotides
- 4. internes droite,
- 5. externes droite,
- 6. interne gauche,
- 7. externe gauche, des veines brachio-céphaliques
- 8. droite
- 9. gauche se poursuivant par les veines jugulaires
- 10. interne droite,
- 11. interne gauche
- 12. externe droite,
- 13. externe gauche, etc.

plus une centrale thyroïdienne, huit et quatorze font vingt-deux.

##### Conclusion anatomique

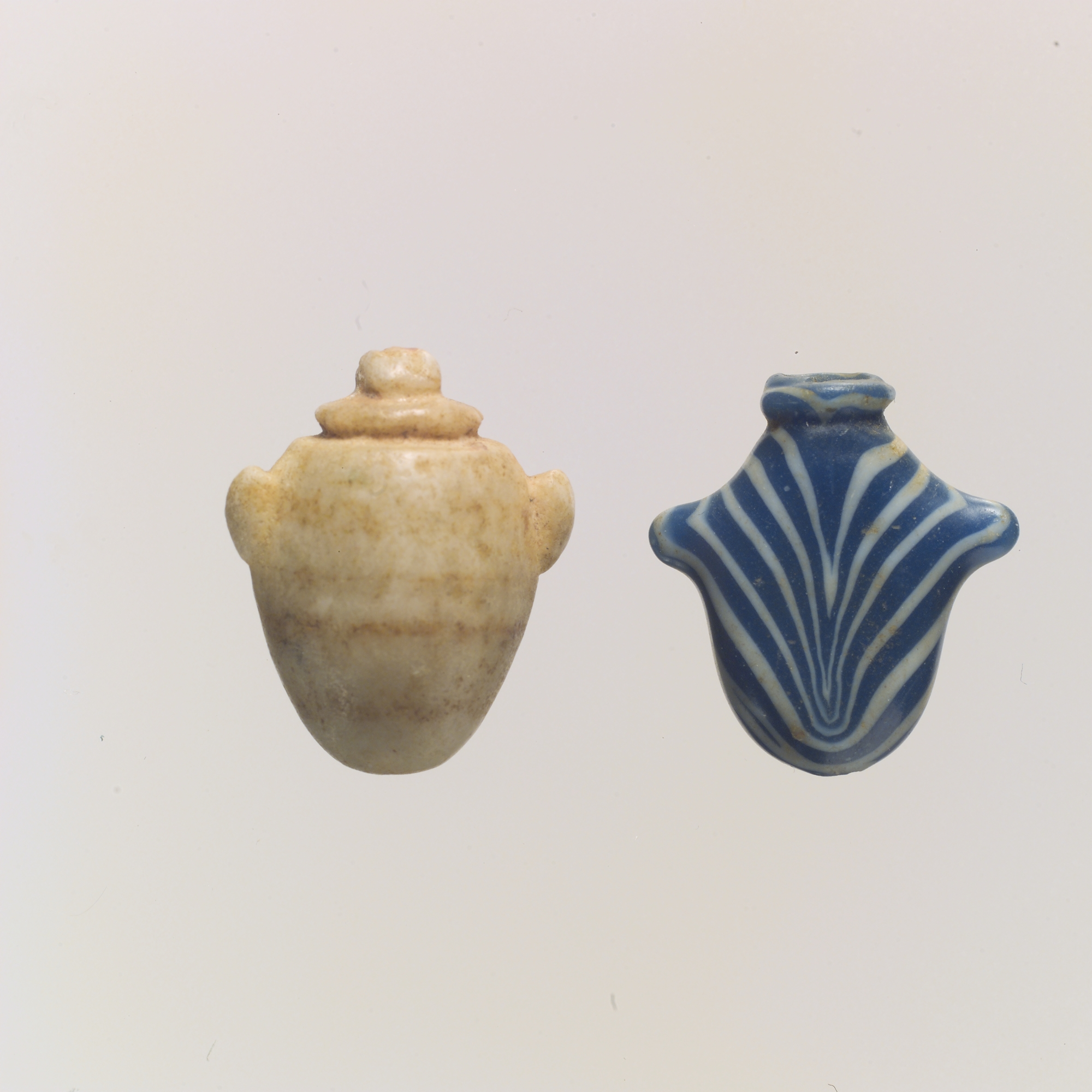
Amulettes de cœur (MET 10.130.1702 et 10.130.1804)

Pour l’anatomie pure, il faudra avoir recours aux diverses formes prises par le signe et qui en exprimera à chaque fois une perspective complémentaire pour cet organe asymétrique, et donc plus complexe à rendre dans l’art. Après synthèse, les médecins égyptiens connaissaient : le myocarde, les deux oreillettes, les deux ventricules, quelques-unes de leurs structures internes en raison nous l’avons vu de leurs formes irrégulières (colonnes charnues). Puis en externe, étant bien visibles, les naturalistes avaient vu les huit gros vaisseaux abouchés au cœur que sont (ici désignés par nos dénominations modernes): la veine cave supérieure, la veine cave inférieure, la crosse aortique, le tronc pulmonaire, les quatre veines pulmonaires, plus des artères et des veines coronaires. Les bouchers comme les dissecteurs voyaient la plèvre dépassant, ainsi que les feuillets péricardiques.
Tout ceci est compatible avec une observation macroscopique.